# مورين كين
مورين كين (بالإنجليزية: Maureen Cain)‏ هي عالمة اجتماع بريطانية، ولدت في 1938.